# Heterostegane limbata
Heterostegane limbata är en fjärilsart som beskrevs av Warren. Heterostegane limbata ingår i släktet Heterostegane och familjen mätare. Inga underarter finns listade i Catalogue of Life.